# Isoetes eatonii
Isoetes eatonii är en kärlväxtart som beskrevs av Dodge. Isoetes eatonii ingår i släktet braxengräs, och familjen Isoetaceae. Inga underarter finns listade i Catalogue of Life.